# Колочинска култура
Колочинска култура је била култура гвозденог доба која је цветала у западној Русији од 5. до 7. века. Она је била источни елемент културног комплекса Праг - Пенков - Колочин.
Пронађено је преко стотину локалитета археолошке културе, од којих се већина налази дуж дренаже Дњепра. Ова насеља су била небрањена и састављена од малих једнособних кућа. Сахрањивање је вршено кремацијом.
Култура је идентификована или Балти и Словени. Присуство имена балтичких река у овој области дало је подршку бившој теорији. Међутим, верује се да су људи који живе јужно од културе Колочина били Словени. Чини се да је Колочинска култура имала везе са овим Словенима на њиховом југу, и то је можда био извор језичке размене између балтичких и словенских језика.